# Бактериологическая лаборатория
Бактериологическая лаборатория (баклаборатория) — разновидность микробиологических лабораторий, в которых проводятся бактериологические исследования. Могут быть научные, производственные, медицинские, ветеринарные и т. д. Медицинские бактериологические лаборатории как самостоятельные структурные единицы организуются при санитарно-эпидемиологических станциях (санитарно-бактериологические лаборатории), в инфекционных больницах, больницах общего типа, некоторых специализированных стационарах (например, в туберкулёзных, ревматологических, кожно-венерологических) и в поликлиниках (клинические бактериологические лаборатории).
Бактериологические лаборатории при СЭС исследуют на общую бактериальную загрязнённость, а также на заражённость условно патогенной и патогенной микрофлорой объекты внешней среды: воздух, воду, почву продукты питания; проводят обследование организованных коллективов и отдельных лиц на носительство патогенных бактерий кишечной группы, коринебактерий дифтерии, коклюша, паракоклюша, менингококка. Работа микробиологической лаборатории в комплексе с другими отделами СЭС имеет определённую задачу — оздоровление окружающей среды и снижение заболеваемости населения.
Бактериологические лаборатории при лечебно-профилактических учреждениях выполняют анализы, необходимые для постановки и уточнения диагноза инфекционного заболевания, способствуя правильному выбору специфического лечения и определению сроков выписки больного из инфекционной больницы.
Предметом для исследования в бактериологических лабораториях являются:
- выделения из организма человека: моча, кал, мокрота, гной, а также кровь, спинномозговая жидкость и трупный материал;
- объекты внешней среды: вода, воздух, почва, продукты питания, смывы с предметов инвентаря, рук и т. п.

## Помещение бактериологической лаборатории и оборудование рабочего места
Специфика микробиологических работ требует, чтобы помещение, отведённое под лабораторию, было изолировано от больничных палат, жилых комнат, пищевых блоков.
В состав бактериологической лаборатории входят: лабораторные комнаты для бактериологических исследований и подсобные помещения; автоклавная или стерилизационная для обеззараживания отработанного материала и заражённой посуды; моечная, оборудованная для мытья посуды; средоварочная для приготовления, розлива, стерилизации и хранения питательных сред; виварий для содержания подопытных животных; материальная для хранения запасных реактивов, посуды, аппаратуры и хозяйственного инвентаря.
Перечисленные подсобные помещения как самостоятельные структурные единицы входят в состав крупных бактериологических лабораторий. В небольших лабораториях средоварочную и стерилизационную объединяют в одной комнате; специальное помещение для содержания подопытных животных отсутствует.
Под лабораторные комнаты, в которых производят все бактериологические исследование, отводят наиболее светлые, просторные помещения. Стены в этих комнатах на высоту 170 см от пола окрашивают в светлые тона масляной краской. Пол покрывают релином или линолеумом. Такого рода отделка позволяет пользоваться при уборке помещения дезинфицирующими растворами.
В каждой комнате должна быть раковина с водопроводной подводкой и полкой для бутыли с дезинфицирующим раствором.
В одной из комнат оборудуют застеклённый бокс с предбоксником для выполнения работ в асептических условиях.
В боксе ставят стол для произведения посевов, табурет, над рабочим местом монтируют бактерицидные лампы. В предбоксник помещают шкаф для хранения стерильного материала.
Лабораторное помещение оборудуется столами лабораторного типа, шкафами и полками для хранения необходимой при работе аппаратуры, посуды, красок, реактивов.
Очень большое значение для работы имеет правильная организация рабочего места врача-бактериолога и лаборанта. Лабораторные столы устанавливают около окон. При размещении их нужно стремиться к тому, чтобы свет падал спереди или сбоку от работающего, лучше с левой стороны, но ни в коем случае не сзади. Желательно, чтобы комнаты для проведения анализов, особенно для микроскопирования, имели ориентацию окон на север или северо-запад, так как для работы необходим равный рассеянный свет. Освещённость поверхности столов для работы должна быть 500 лк. Для удобства дезинфекции поверхность лабораторных столов покрывают пластиком, а каждое рабочее место на нём — зеркальным стеклом.
За каждым сотрудником лаборатории закрепляют отдельное рабочее место площадью 150×60 см. Все рабочие места оборудуют предметами, необходимыми для повседневной работы.

## Правила работы и поведения в лаборатории
Особенностью бактериологических работ является постоянное соприкосновение сотрудников лаборатории с заразным материалом, культурами патогенных микробов, заражёнными животными, кровью и выделениями больного. Поэтому все сотрудники бактериологической лаборатории обязаны соблюдать следующие правила работы, которые обеспечивают стерильность в работе и предупреждают возможность возникновения внутрилабораторных заражений:
1. В помещения бактериологических лабораторий, особенно в которых осуществляется работа с патогенными микроорганизмами, доступ для посторонних лиц ограничивается.
2. В помещения бактериологической лаборатории нельзя входить без специальной одежды — халата и белой шапочки или косынки.
3. Нельзя вносить в лабораторию посторонние вещи.
4. Запрещается выходить за пределы лаборатории в халатах или надевать верхнее платье на халат.
5. В помещении бактериологической лаборатории категорически запрещается курить, принимать пищу, хранить продукты питания.
6. Весь материал, поступающий в лабораторию, должен рассматриваться как инфицированный.
7. При распаковке присланного заразного материала необходимо соблюдать осторожность: банки, содержащие материал для исследования, при получении обтирают снаружи дезинфицирующим раствором и ставят не прямо на стол, а на подносы или в кюветы.
8. Переливание жидкостей, содержащих патогенные микробы, производят над сосудом, наполненным дезинфицирующим раствором.
9. О случаях аварии с посудой, содержащей заразный материал, или проливания жидкого заразного материала надо немедленно сообщать заведующему лабораторией или его заместителю. Мероприятия по обеззараживанию загрязнённых патогенным материалом платья частей тела, предметов рабочего места и поверхностей осуществляют немедленно.
10. При исследовании заразного материала и работе с патогенными культурами микробов необходимо строго соблюдать общепринятые в бактериологической практике технические приёмы, исключающие возможность соприкосновения рук с заразным материалом.
11. Заражённый материал и ненужные культуры подлежат обязательному уничтожению, по возможности в тот же день. Инструменты, использованные в работе с заразным материалом, тотчас после их употребления дезинфицируют, как и поверхность рабочего места.
12. При выполнении бактериологических работ нужно строго следить за чистотой рук: по окончании работы с заразным материалом их дезинфицируют. Рабочее место в конце дня приводят в порядок и тщательно дезинфицируют, а заразный материал и культуры микробов, необходимые для дальнейшей работы, ставят на хранение в запирающийся холодильник или сейф.
13. Работники бактериологической лаборатории подлежат обязательной вакцинации против тех инфекционных болезней, возбудители которых могут встретиться в исследуемых объектах.

## Уборка лабораторного помещения
Микробиологическую лабораторию необходимо содержать в чистоте. Следует регулярно проводить гигиеническую уборку помещений лаборатории. Обеспечить полную стерильность лаборатории очень трудно и это не всегда необходимо, но значительно снизить количество микроорганизмов в воздухе и на различных поверхностях в лабораторных помещениях возможно. Это достигается путём применения на практике методов дезинфекции, то есть уничтожения возбудителей инфекционных болезней на объектах внешней среды.
Пол, стены и мебель в микробиологической лаборатории обрабатывают пылесосом и протирают различными дезинфицирующими растворами. Обработка пылесосом обеспечивает освобождение предметов от пыли и удаление с них значительного количества микроорганизмов. Установлено, что при 4-кратном проведении щёткой пылесоса по поверхности предмета с него удаляется примерно 47 % микроорганизмов, а при 12-кратном — до 97 %. В качестве дезинфицирующих растворов чаще всего применяют 2—3%-ным раствором соды (бикарбонат натрия) или лизола (препарат фенола с добавлением зелёного мыла), 0,5—3%-ным водным раствором хлорамина и некоторыми другими дезинфектантами.
Воздух в лаборатории наиболее просто дезинфицировать проветриванием. Продолжительная вентиляция помещения через форточку (не менее 30—60 минут) приводит к резкому снижению количества микроорганизмов в воздухе, особенно при значительной разнице в температуре между наружным воздухом и воздухом помещения. Более эффективный и наиболее часто применяемый способ дезинфекции воздуха — облучение УФ-лучами с длиной волны от 200 до 400 нм. Эти лучи обладают высокой антимикробной активностью и могут вызывать гибель не только вегетативных клеток, но и спор микроорганизмов.

## Военные биолаборатории
Существуют военные бактериологические лаборатории. В таких производилось ныне запрещённое на международном уровне биологическое оружие, а также ведутся исследования в области обороны против биологической военной угрозы. Заявления о деятельности биолабораторий стали частью информационных войн. Так, с началом вторжения России на Украину российские власти начали распространять теории заговора об украинских биолабораториях.